# Trzcianka
Trzcianka [ˈʧʨanka] (deutsch Schönlanke) ist eine Stadt mit 17.228 Einwohnern im Powiat Czarnkowsko-Trzcianecki (Czarnikau-Schönlanker Kreis) der polnischen Woiwodschaft Großpolen. Die Stadt ist Sitz einer Stadt- und Landgemeinde mit insgesamt 24.000 Einwohnern.

## Geographische Lage
Die Ortschaft liegt am Schönlanker Mühlenfließ, 22 Kilometer südwestlich der Stadt Piła (Schneidemühl).

## Geschichte

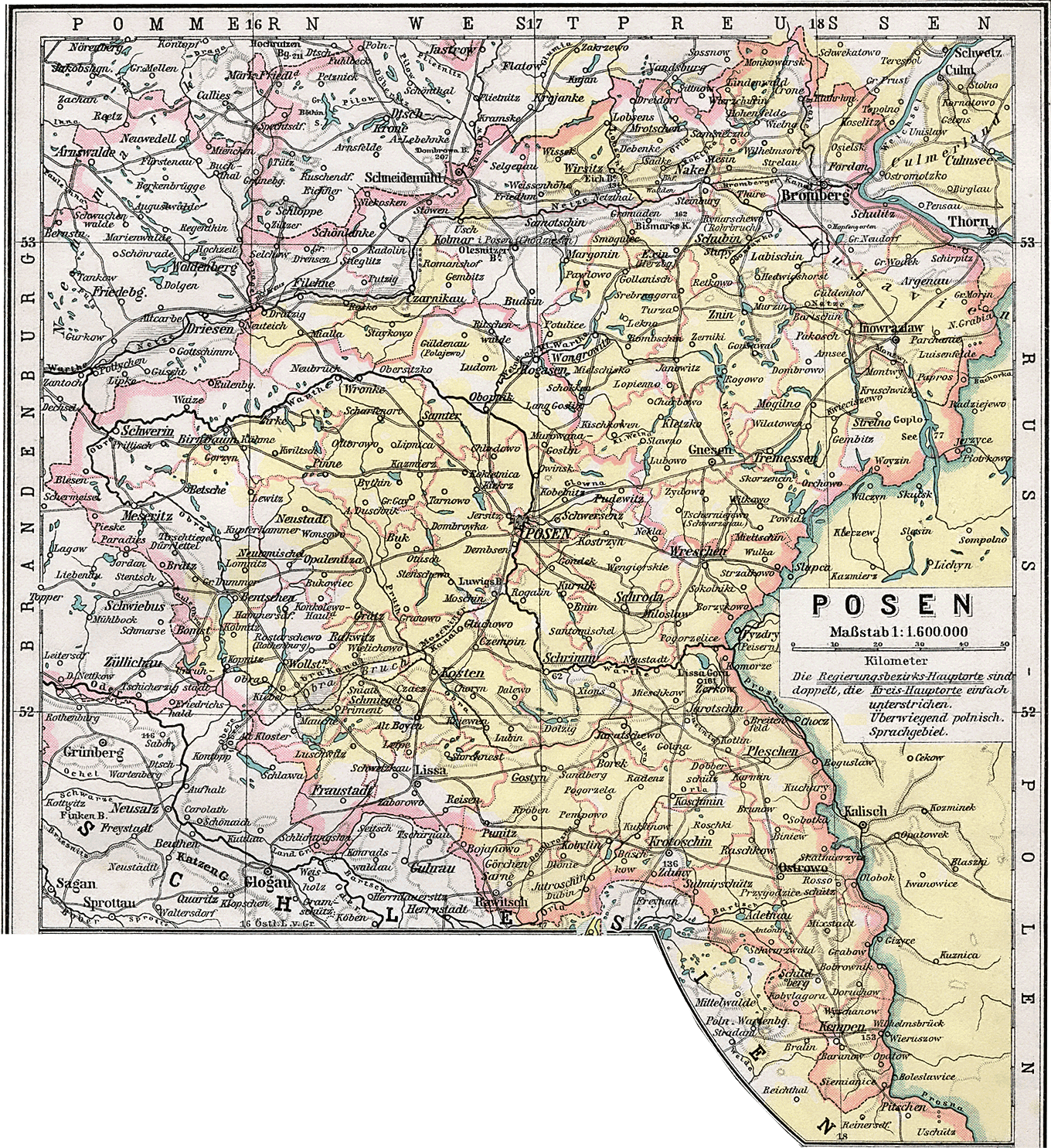
Schönlanke südwestlich der Stadt Schneidemühl – siehe obere Bildhälfte – auf einer Landkarte der Provinz Posen von 1905 (gelb markierte Flächen kennzeichnen Gebiete mit seinerzeit mehrheitlich polnischsprachiger Bevölkerung)

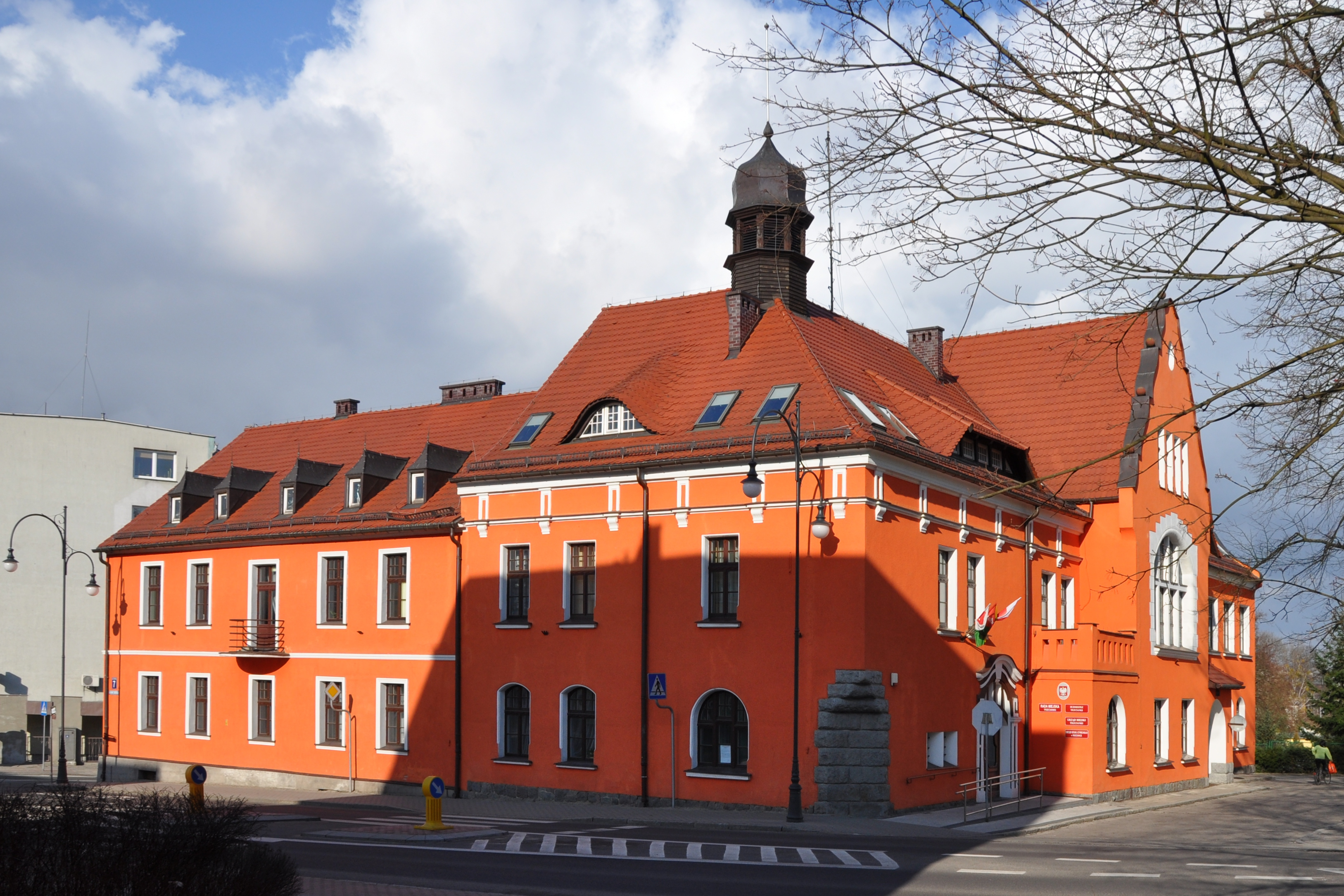
Rathaus der Stadt

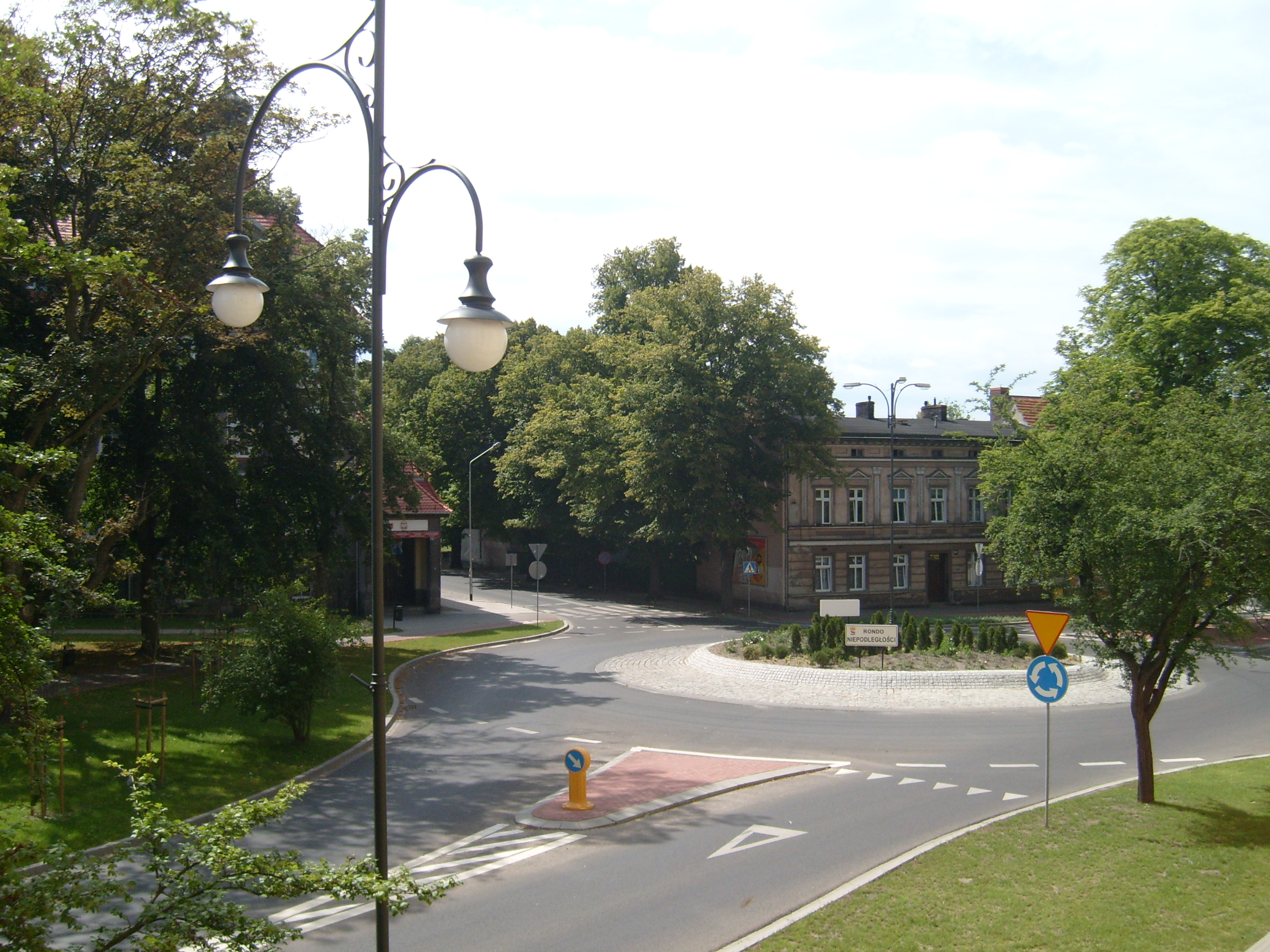
Rondell in der Stadt

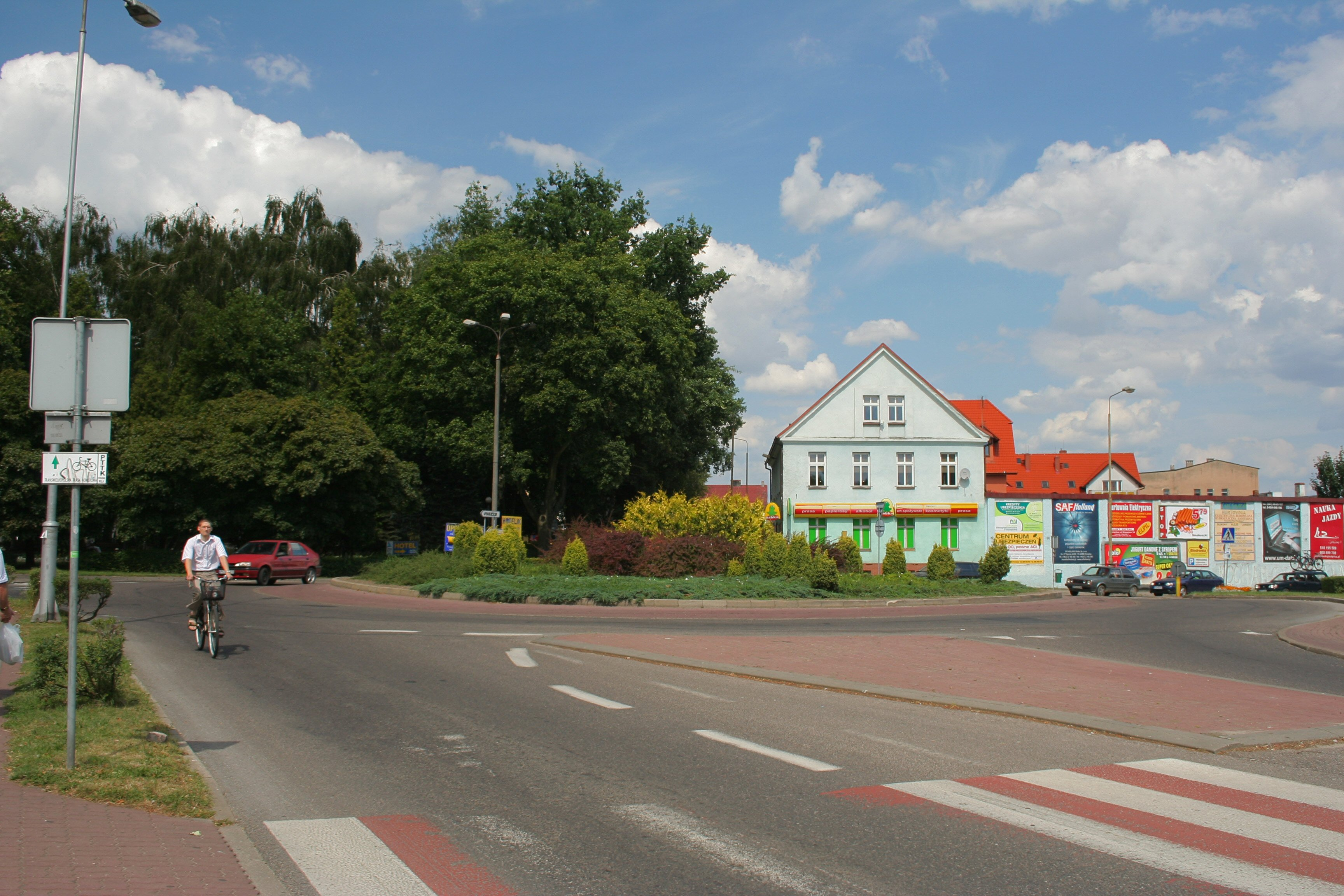
Straßenzug in der Stadt

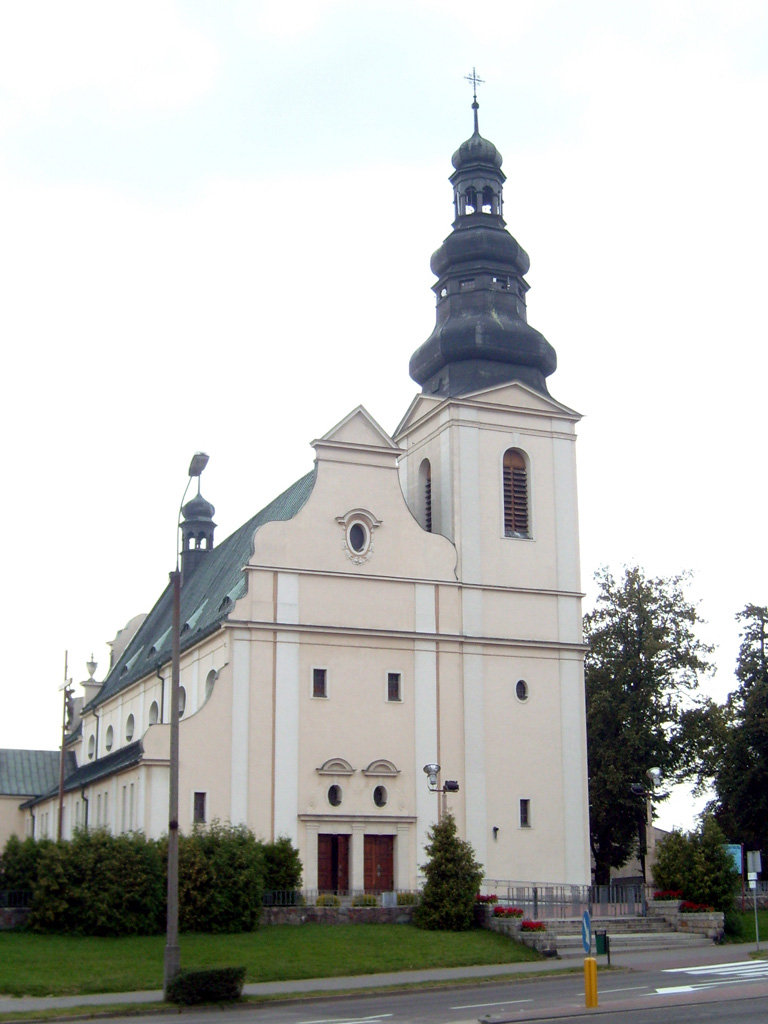
Kath. St.-Johannes-Kirche

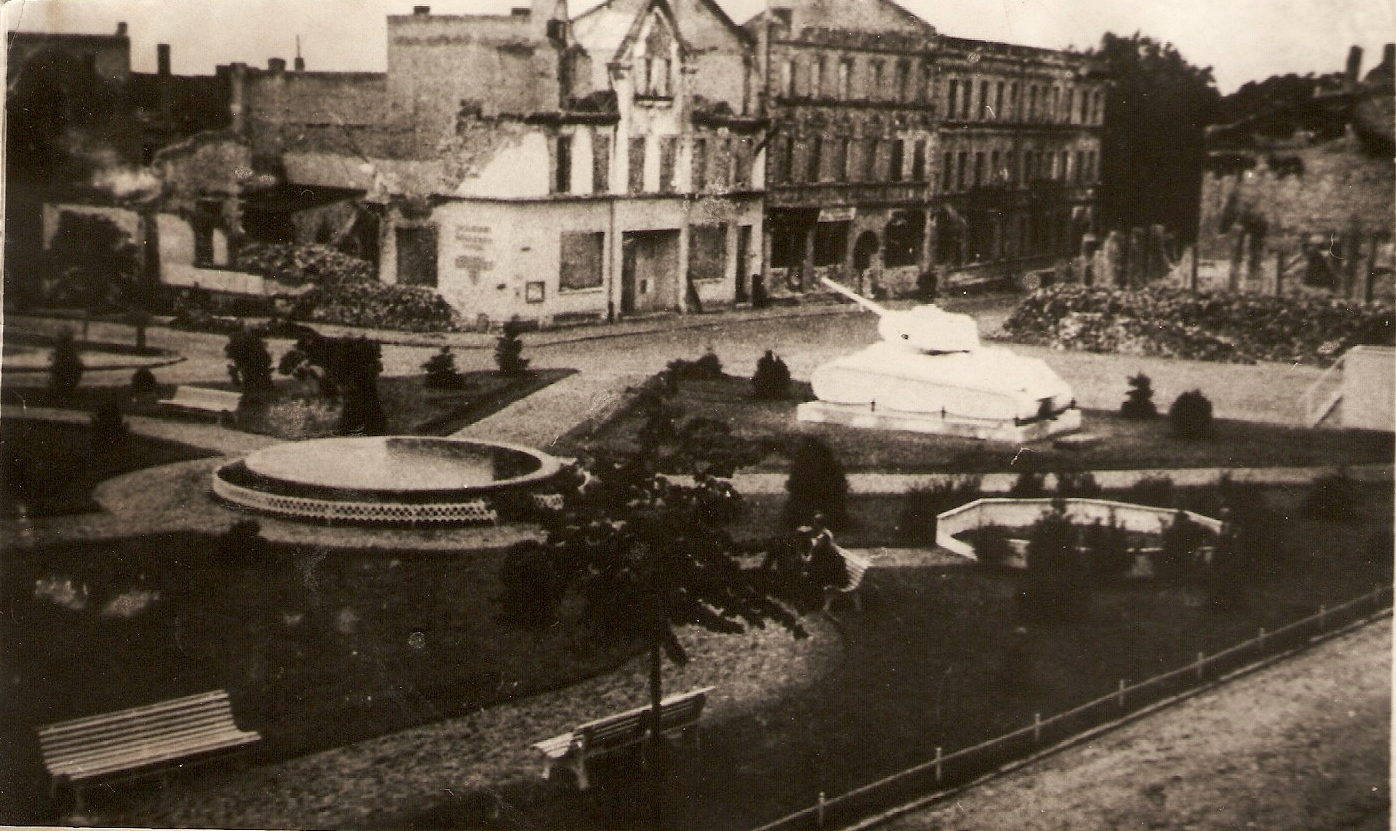
Gegen Ende des Zweiten Weltkriegs im Zentrum von Schönlanke zurückgebliebene Kriegsschäden (Aufnahme von 1946)

Die erste nachweisbare Ansiedlung an der Stelle der heutigen Stadt, acht Kilometer westlich der Netze, stammt aus dem Jahre 1245. Der Ort war seither nicht durchgängig besiedelt, urkundlich lässt sich Schönlanke seit 1565 nachweisen, als es mit den Grundherrschaften Czarnikau und Schloppe an den Woiwoden von Rawa verpfändet wurde. 1581 war das Dorf im Besitz der Hedwig Charnkowska und 1586 wurde von einem neu angesetztem Dorf gesprochen, das zu einem Marktflecken wuchs. Im 17. Jahrhundert wuchs der Ort und erhielt am 31. Juli 1671 durch Michael I. das Privileg für weitere Jahrmärkte, obwohl es nur ein Dorf war. Schönlanke, das seit 1679 als ein Städtchen bezeichnet wurde, ist am 3. März 1731 durch August II. zur Stadt mit Magdeburger Recht erhoben worden.
Vor allem das Tuchmacherhandwerk, dessen Innungsprivileg aus dem Jahr 1679 stammt, bestimmte die wirtschaftliche Entwicklung der Stadt, neben der noch das Dorf Schönlanke und ein Vorwerk existierte. 1762 wurde die Stadt vergrößert, es entstand die Neustadt. 1764 begann der Bau einer zweiten Färberei. 1773 lebten in Schönlanke 216 Tuchmacher, und die Stadt war das Zentrum der Tuchmacherei an der Netze geworden. Im Dorf Schönlanke entstand 1775 ein evangelischer Kirchenbau, in den auch die Stadt gepfarrt war. Den Katholiken gehörte die 1716 gebaute Pfarrkirche.
Seit 1739 siedelten sich in Schönlanke Juden an, denen hier das Recht zur Ausübung ihres Glaubens zugebilligt wurde. Sie machten die Stadt zu einem Umschlagplatz des Wollhandels.
Bei der Ersten Teilung Polen-Litauens, mit der die Wiedervereinigung mit abgetrennten preußischen Gebieten einherging, kam Schönlanke 1772 zu Preußen zurück. 1790 kaufte König Friedrich Wilhelm II. die Herrschaft Schönlanke ihrem Besitzer Swinarski ab, behielt sie als Privatgut und ließ sie von Schloppe aus verwalten. In der Zeit zwischen 1807 und 1815 war die Stadt Teil des Herzogtums Warschau und kam nach dessen Auflösung zur preußischen Provinz Posen.
Im ersten Drittel des 19. Jahrhunderts setzte ein Niedergang der Tuchmacherei ein. Wurden 1816 noch mehr als 200 Webstühle betrieben, so bedeuteten die 1822 von Russland auferlegten Strafzölle für die Einfuhr von Textilien für die meisten von ihnen das Aus. Auch das Festhalten an der althergebrachten handwerklichen Fertigung und dem Innungszwang führten zum Untergang gegen die Konkurrenz der mechanischen Webstühle in den westlichen Landesteilen. Die Stadt verarmte und viele der Tuchmachermeister wanderten in die damals russische Städte wie Łódź oder Kiew aus. 1888 beschloss die Innung der Tuchmacher und Leineweber zu Schönlanke ihre Auflösung.
Nachdem 1829 die evangelische Dorfkirche niedergebrannt war, erfolgte in den Jahren 1843 bis 1847 der Neubau einer klassizistischen Kirche auf dem Marktplatz der Stadt, der größtenteils durch Friedrich Wilhelm IV. finanziert wurde.
Die zur Verwaltung der großen fiskalischen Wälder in der Umgebung der Stadt errichteten Forstämter Schönlanke und Behle hatten ihren Sitz in Schönlanke.
Die 1851 eingeweihte Ostbahn (heute Bahnstrecke Tczew–Küstrin-Kietz Grenze) brachte der Stadt wirtschaftlichen Aufschwung. 1879 wurde Schönlanke Sitz eines Amtsgerichtes. Die jüdische Gemeinde errichtete 1883 eine Synagoge. 1905 wurden Dorf und Vorwerk in die Stadt Schönlanke eingemeindet. Zwischen 1914 und 1916 wurde die katholische Kirche der Stadt im neobarocken Stile erneuert.
Wegen des Waldreichtums siedelten sich in der Stadt holzverarbeitende Unternehmen an. In Schönlanke produzierten sieben Sägewerke, daneben gab es auch die gleiche Zahl von Zigarren- und Zigarettenfabriken sowie eine Matzefabrik.
Während des ersten polnischen Usurpantenaufstandes unter Wojciech Korfanty kam es 1919 auch zu Gefechten nahe der Stadt, die den deutschen Grenzschutz mit ihrer Bürgerwehr unterstützte.
Schönlanke, das seit 1818 dem Landkreis Czarnikau angehört hatte, wurde 1920 zum Kreissitz des neu errichteten Netzekreises in der 1921/1922 neu geschaffenen preußischen Provinz Grenzmark Posen-Westpreußen. 
Um 1930 hatte die Stadt Schönlanke eine 27,4 km² große Gemarkungsfläche, und im Stadtbezirk befanden sich neun Wohnplätze, auf denen insgesamt 818 bewohnte Wohnhäuser standen:
- Alte Mühle
- Ernstmühle
- Forsthaus Neudorf
- Jüdischer Begräbnisplatz
- Karlsmühle
- Lindenberg
- Oberförstereigehöft Schönlanke
- Schönlanke
- Walkmühle

Im Jahr 1945 gehörte die Stadt Schönlanke zum Landkreis Netzekreis im Regierungsbezirk Grenzmark Posen-Westpreußen der preußischen Provinz Pommern des Deutschen Reichs.
Als am 27. Januar 1945 die Stadt durch die Rote Armee besetzt worden war, kam es nach Ende der Kampfhandlungen zu Plünderungen und Brandstiftungen. Dabei wurden Teile des Marktes mit der evangelischen Kirche, die Hauptstraße sowie die Südvorstadt vernichtet.
Nach Beendigung der Kampfhandlungen des Zweiten Weltkriegs wurde die Stadt seitens der sowjetischen Besatzungsmacht der Volksrepublik Polen zur Verwaltung überlassen. Die Stadt wurde unter dem polnischen Namen „Trzcianka“ verwaltet. Es wanderten nun Polen zu. Die einheimische Bevölkerung wurde von der polnischen Administration mit wenigen Ausnahmen aus Schönlanke vertrieben.
Bis 1975 war die Stadt Sitz eines Powiats.

## Demographie
| Jahr | Einwohner | Anmerkungen |
| ---- | --------- | --- |
| 1773 | 2071      | |
| 1783 | 2016      | ohne Garnisonsangehörige, darunter 1362 evangelische Deutsche und 289 Juden                                                                 |
| 1788 | 1964      | darunter 253 Juden |
| 1800 | 3623      | [ 2 ] |
| 1802 | 3522      | [ 5 ] |
| 1816 | 2977      | darunter 1699 Evangelische, 538 Katholiken und 740 Juden                                                                                    |
| 1821 | 3378      | [ 5 ] |
| 1837 | 3745      | [ 2 ] |
| 1861 | 3781      | [ 2 ] |
| 1875 | 4089      | [ 6 ] |
| 1905 | 7304      | darunter 2042 Katholiken und 511 Juden |
| 1910 | 7849      | am 1. Dezember, darunter 5023 Evangelische, 2334 Katholiken, 12 sonstige Christen und 449 Juden; 113 Einwohner mit polnischer Muttersprache |
| 1925 | 8651      | darunter 5669 Evangelische, 2415 Katholiken und 403 Juden                                                                                   |
| 1933 | 9284      | [ 6 ] |
| 1939 | 9620      | [ 6 ] |

| Jahr      | 2004   | 2016   |
| --------- | ------ | ------ |
| Einwohner | 16.776 | 17.228 |

## Partnerstädte
Trzcianka pflegt Städtepartnerschaften mit
- Berwick-upon-Tweed im Vereinigten Königreich
- Duszniki-Zdrój in Polen
- Husum in Deutschland
- Lehrte in Deutschland

## Gmina Trzcianka
Die Stadt- und Landgemeinde Trzcianka umfasst ein Gebiet von 375,33 km² mit 24.000 Einwohnern. Ihr Gebiet liegt zwischen der Grenze zur Woiwodschaft Westpommern im Nordwesten und der Netze im Südosten.
Nachbargemeinden der Gmina Trzcianka sind:
- Czarnków (Czarnikau) und Wieleń (Filehne) im Powiat Czarnkowsko-Trzcianecki,
- Szydłowo (Groß Wittenberg) und Ujście ((Deutsch) Usch) im Powiat Pilski (Kreis Schneidemühl), sowie
- Człopa (Schloppe) und Wałcz (Deutsch Krone) im Powiat Wałecki (Kreis Deutsch Krone) (bereits in der Woiwodschaft Westpommern gelegen).

Zur Gmina Trzcianka gehören – neben der Stadt Trzcianka – folgende Ortschaften (* = Schulzenamt):
| Polnischer Name      | Deutscher Name    |
| -------------------- | ----------------- |
| Biała*               | Behle             |
| Biernatowo*          | Ascherbude        |
| Dłużewo              | Karlshorst        |
| Ginterowo            | Günterhof         |
| Górnica*             | Gornitz           |
| Kadłubek             |                   |
| Karcze               |                   |
| Kępa                 | Kappe             |
| Kochanówka           |                   |
| Łomnica*             | Lemnitz           |
| Łomnica Druga        |                   |
| Łomnica-Folwark      | (Vorwerk Lemnitz) |
| Łomnica-Młyn         | (Lemnitz Mühle)   |
| Łomnica Pierwsza     |                   |
| Niekursko*           | Niekosken         |
| Nowa Wieś*           | Neudorf           |
| Ogorzałe             |                   |
| Osiniec              |                   |
| Pańska Łaska         |                   |
| Pokrzywno*           | Krumfließerhütte  |
| Przyłęki*            | Ivenbusch         |
| Radolin*             | Radolin           |
| Rudka                | Hütte             |
| Runowo*              | Runau             |
| Rychlik*             | Carolina          |
| Sarcz*               | Zaskerhütte       |
| Siedlisko*           | Stieglitz         |
| Smolarnia*           | Theerofen         |
| Smolary              |                   |
| Stobno*              | Stöwen            |
| Straduń*             | Straduhn          |
| Teresin*             | Theresia          |
| Teresin-Karczma      |                   |
| Wapniarnia Pierwsza* |                   |
| Wapniarnia Trzecia*  |                   |
| Wrząca*              | Fratzig           |

## Söhne und Töchter von Stadt und Landgemeinde
- Adolf von Wittich (1836–1906), preußischer Generaloberst
- Carl Großheim (1843–1917), deutscher Sanitätsoffizier
- Sally Jacobsohn (1876–1942), Jurist, NS-Opfer
- Karl Vanselow (1877–1959), deutscher Schriftsteller und Zeitschriftenherausgeber der Lebensreformbewegung
- Max Raphael (1889–1952), deutscher Kunsthistoriker und Philosoph, schrieb nach seinem Geburtsort unter dem Pseudonym M.R. Schönlank
- Alfred Jante (1908–1985), deutscher Professor für Kraftfahrzeugtechnik
- Gerhard Stöck (1911–1985), deutscher Olympiasieger
- Siegfried Wollgast (1933–2017), deutscher Professor für Philosophiegeschichte und Geistesgeschichte des 16. bis 18. Jahrhunderts (Frühaufklärung)
- Hartmut Saenger (1940–2013), deutscher Politiker (CDU), Sprecher der Pommerschen Landsmannschaft
- Günter Graf (* 1941), deutscher Politiker (SPD), Mitglied des Deutschen Bundestages
- Werner Kriesel (1941–2022), deutscher Professor für Automation und Kommunikation (geboren in Kappe, heute Ortschaft Kępa in der Stadt- und Landgemeinde Trzcianka).
- Jutta Sauer (* 1944), deutsche Autorin und Herausgeberin